# Abraham Flaks
Abraham Flaks (ur. 1967 w Moskwie) – rabin pochodzący z Rosji, od 19 października 2005 do sierpnia 2006 naczelny rabin Krakowa.
Urodził się w Moskwie w rodzinie zasymilowanych i niepraktykujących Żydów. Tam ukończył studia chemiczne w Moskiewskim Instytucie Stali i Stopów. W 1992 roku wyemigrował do Izraela. Na Uniwersytecie Hebrajskim w Jerozolimie studiował historię, filozofię i socjologię nauki. Na rabina uczył się w Midrash Sephardi w Jerozolimie i Amiel Program for Practical Rabbinics. W 2005 otrzymał propozycję od naczelnego rabina Polski Michaela Schudricha, aby objął stanowisko naczelnego rabina Krakowa, którą przyjął. Jest on związany z jerozolimską organizacją Shavei Israel. W sierpniu 2006 opuścił Polskę i wyjechał do Stanów Zjednoczonych. Następnie podjął pracę w Palo Alto, gdzie został szefem rosyjskojęzycznego działu Jewish Study Network.
Był trzecim rabinem krakowskim od czasów Holocaustu. Zastąpił go rabin Boaz Pash.